# 盧嫩堡鎮區 (阿肯色州伊澤德縣)
盧嫩堡鎮區（英語：Lunenburg Township）是位於美國阿肯色州伊澤德縣的一個行政鎮區。

## 地方資料
盧嫩堡鎮區的面積為69.45平方千米，當中陸地面積為69.45平方千米，而水域面積為0.00平方千米。根據2010年美國人口普查的數據，當地共有人口156人，而人口密度為每平方千米2.25人。